# 체시스구

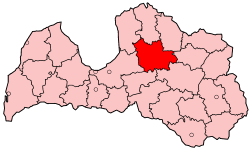
체시스 구의 위치

체시스구(라트비아어: Cēsu rajons)는 라트비아 북부에 있던 구로 행정 중심지는 체시스이며 면적은 3,062km2, 인구는 57,228명(2006년 기준), 인구 밀도는 18명/km2이다. 2개 시와 1개 지방 자치체, 21개 교구를 관할했으며 2009년에 실시된 행정 구역 개편에 따라 폐지되었다. 북쪽으로는 발미에라 구와 발카 구, 서쪽으로는 림바지 구와 리가 구, 동쪽으로는 굴베네 구, 남쪽으로는 오그레 구, 마도나 구와 접하고 있었다.